# Antimonijal
Antimonijali su u predmodernoj medicini korišteni kao lekovi. Oni su uglavnom sadržali antimon, i prevashodno su korišteni u emetičke svrhe. Oni isto tako mogu da se uvrste u katarzike, dijaforetike, ili jednostavne alternative primene. Takvi tretmani su smatrani veoma korisnim.

## Spoljašnje veze
- Antimonials.